# ريزا بلتران
ريزا بلتران مواليد 26 أغسطس 1994، هي لاعبة كرة يد كوبية تلعب كظهير أيسر. مثلت منتخب كوبا لكرة اليد للسيدات.

## سجل المنافسة
شاركت في البطولات التالية:
- بطولة العالم لكرة اليد للسيدات 2015